# Palazzo Guadagni
Der Palazzo Guadagni (früher Dei und später auch Dufour Berte) ist einer der bedeutendsten Renaissancepaläste von Florenz. Er befindet sich an der Piazza Santo Spirito an der Ecke zur Via Mazzetta und hebt sich mit seiner Größe von den zahlreichen Häusern aus dem 15. Jahrhundert ab. Seine Form ist prestigeträchtig, doch häuslich und ohne Prunk und diente als Vorbild für viele florentinische Gebäude.

## Geschichte
Der Palast wurde nach 1502 für den Seidenhändler Riniero di Bernardo Dei auf einem Gelände errichtet, auf dem sich die Häuser der Familie befanden und traditionell von kleinen Händlern und Handwerkern bewohnt wurde. Die Familie besaß ihn 181 Jahre lang.
Der Architekt war wahrscheinlich Simone del Pollaiuolo, genannt il Cronaca, obwohl einige Historiker auch Baccio d’Agnolo erwähnen. Nach dem Aussterben der Familie Dei wurde der Palast im Oktober 1683 der Bruderschaft Buonomini di San Martino vermacht, die ihn (nach ihren eigenen, von Hl. Antonius diktierten Regeln) verkaufte und von Donato Maria Guadagni erworben wurde. Im Jahr 1837 heiratete die letzte Nachfahrin den Marquis Dufour Berte, dessen Nachkommen den Palazzo noch heute besitzen.
In der zweiten Hälfte des 19. Jahrhunderts baute Giuseppe Poggi den Palast aus und schuf eine Einfahrt für Kutschen und neue Stallungen. Auch das Haupttreppenhaus wurde neu gestaltet, in einem moderneren Stil und mit einer anderen Ausrichtung. Als Florenz italienische Hauptstadt war beherbergte es den Minister Urbano Rattazzi, in der darauf folgenden Zeit wurde es vom Grafen Valfredo Della Gherardesca bewohnt. Von 1912 bis 1964 beherbergte es das Kunsthistorische Institut in Florenz (heute im Palazzo Zuccari in der Via Giusti).
Im Erdgeschoss wurde 1914 die erste Stadtbibliothek von Florenz eröffnet, die in den 2010er Jahren an einen anderen Standort umzog.
Nach der Verlegung der Bibliothek wurde der Palazzo zum Sitz des Studienzentrums Accent Global Learning. Das oberste Stockwerk wird als Hotel genutzt.

## Architektur

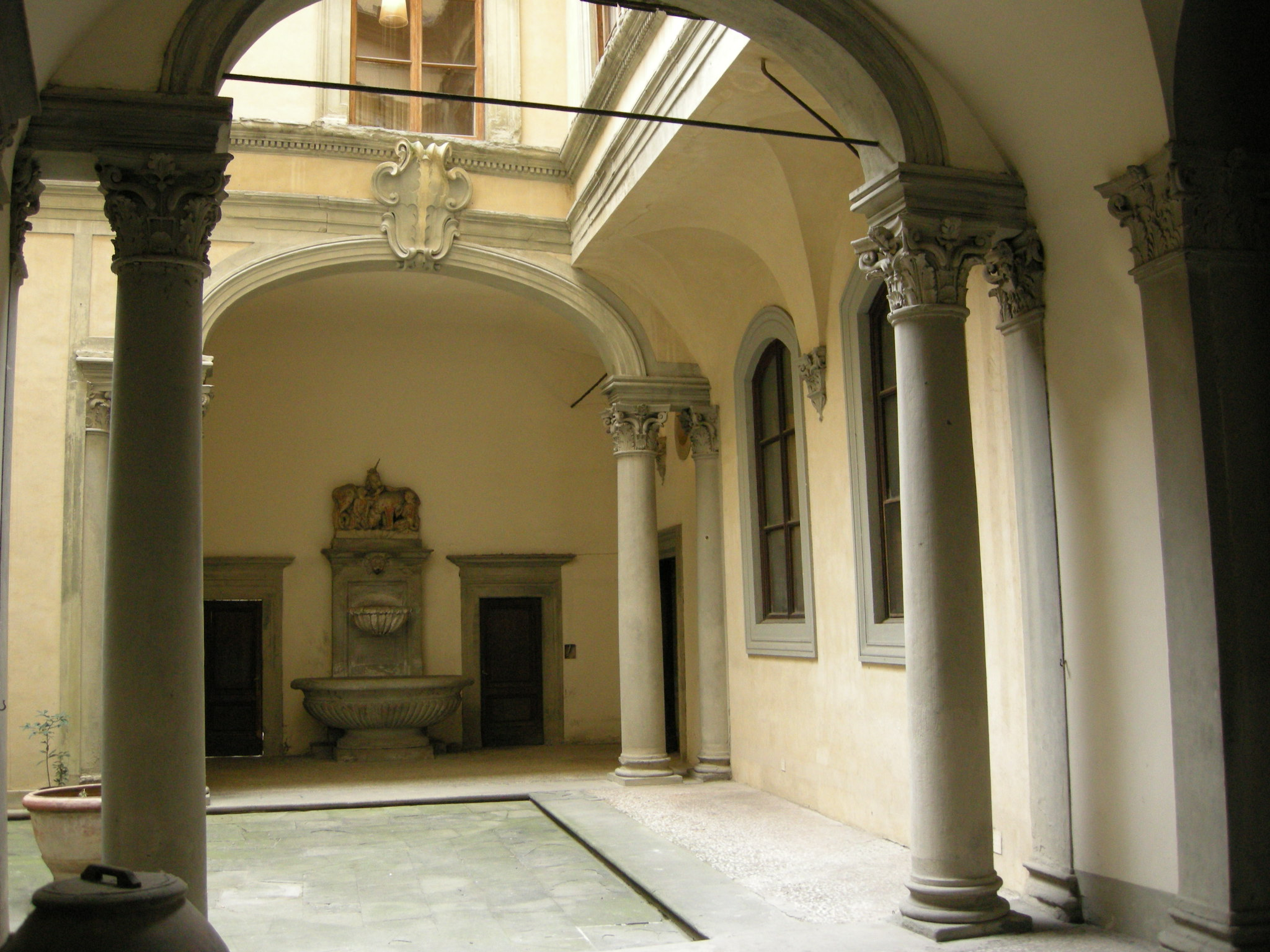
Der Hof

Es ist um einen zentralen Hof mit Loggia herum angeordnet und außen, im Erdgeschoss, mit glatten Bossenwerk verziert, wobei sich die Verwendung des Bossenwerks auf die Eckbänder beschränkt und aus dem typischen florentinischen Pietraforte-Stein besteht. Die Fenster sind in drei Reihen angeordnet: rechteckig im Erdgeschoss und gerippt mit markanten, gewölbten Gesimsen in den oberen Stockwerken. Einst war es im ersten und zweiten Stock mit weißen Sgraffito auf schwarzem Grund verziert, die von keinem Geringeren als Andrea del Sarto stammten, die jedoch nicht mehr erhalten sind.
Das oberste Stockwerk wird von einer monumentalen, trapezförmigen Loggia gekrönt – eine Innovation, die später oft kopiert wurde –, die die Wandmasse der Fassade auflockert und ein Spiel von Voll- und Hohlräumen schafft, über dem eine auskragende, von Holzkonsolen getragene Traufe verläuft. Im unteren Bereich bildet die Straßenbank auf beiden Seiten zur Straße hin eine Art Sockel, der an alte Ordnungen erinnert. Im unteren Teil der Außenmauern sind einige Ringe zum Anbinden von Pferden erhalten geblieben, während die schmiedeeiserne Laterne auf dem Kantorat Caparra zugeschrieben wird. Ebenfalls aus dem 16. Jahrhundert stammt das große Holzportal, das mit Rosetten und Eisenstiften verziert ist. Die päpstlichen Schlüssel an der Spitze sind eines der Embleme der Familie Dei und erinnern an die päpstlichen Privilegien, die dem Haus im 15. Jahrhundert gewährt wurden. Das Eisentor ist aus der gleichen Zeit und trägt ein weiteres Familienwappen der Dei, die Lilien.
Der Innenhof, der durch einen Gang mit Kreuzgratgewölbe auf Pilastern und an der Wand eingelassenen Renaissance-Kapitellen zugänglich ist, hat aufgrund späterer Umbauten eine ungewöhnliche Form. Hier sind die Überreste einer ummauerten Loggia zu sehen, deren Kapitelle fein mit Delphinen, Schnecken und Muscheln verziert sind. Zwei größere Bögen an den Seiten, die in der Achse des Haupteingangs liegen, sind abgesenkt (im Barockstil), ruhen aber auf Säulen aus der Renaissance. Hinter dem Bogen auf der Ostseite, der von einem monumentalen Wappen der Guadagni überragt wird, befindet sich ein Zwillingsraum zur Eingangshalle, in dem ein Wandbrunnen mit einem muschelförmigen Becken steht, das von einer Ädikula mit einem Hochrelief mit Meeresgöttern, Katzen und einem Einhorn, dem Wappensymbol der Familie Guadagni, inmitten einer Dekoration aus Travertin überragt wird. Eine Tafel unter dem Becken informiert darüber, dass das Wasser aufgrund einer großherzoglichen Konzession direkt aus den Boboli-Garten hierher kam.
Der Innenhof wird von architravierten Fenstern überragt, die durch Gesimse betont werden, von denen eines, das untere, mit Zacken verziert ist.
Von der Eingangshalle führt eine monumentale Treppe, ein Werk von Poggi, die eine schmalere und anders ausgerichtete Treppe aus dem 16. Jahrhundert ersetzt, zu den oberen Stockwerken.
Die einst im Palast untergebrachte reiche Gemäldegalerie mit etwa 200 Werken der florentinischen, venezianischen und ausländischen Schulen ist inzwischen aufgelöst und verstreut.